# Marcowy kawaler
Marcowy kawaler – jednoaktowa komedia Józefa Blizińskiego napisana w 1873 r. Prapremiera odbyła się w Teatrze Rozmaitości w Warszawie 15 maja 1873.

## Treść
Głównym bohaterem jest Ignacy - podstarzały (tj. marcowy) kawaler, który postanowił porzucić stan kawalerski. W realizacji celu pomaga mu przyjaciel Heliodor i guwernantka Eulalia. Sytuację komplikuje fakt, że Ignacy pozostaje w romantycznej relacji ze swoją gospodynią Pawłową.
Pełny tekst:  Marcowy kawaler  w Wikiźródłach 

  Pobierz jako: EPUB   • PDF   • MOBI  

## Wątki autobiograficzne
Bohaterowie komedii nawiązują do autentycznych osób: Heliodor – literat zafascynowany ludowym folklorem – do zaprzyjaźnionego z autorem Oskara Kolberga, a Ignacy – do samego Józefa Blizińskiego, który w czasie premiery był czterdziestopięcioletnim (marcowym) kawalerem.

## Inscenizacje (wybór)
Premiera Marcowego kawalera odniosła duży sukces sceniczny i przyniosła autorowi znaczną popularność . W XX w. sztuka była wystawiana m.in. w:
- Teatrze Miejskim we Lwowie (1901)
- Teatrze Ateneum w Warszawie (1935, reż. Stanisława Perzanowska)
- Teatrze Ziemi Lubuskiej w Gorzowie Wielkopolskim (1949, reż. Franciszek Rychłowski)
- Teatrze Domu Wojska Polskiego w Warszawie (1951, reż. Stefan Wroncki)

W 2018 r. odbyła się premiera Marcowego kawalera w Teatrze "Dobry Wieczór" w Toruniu (reż. Dariusz Drążek).

## Spektakle radiowe
W 1955 r. w Teatrze Polskiego Radia wyemitowano spektakl pt. Marcowy kawaler w adaptacji i reżyserii Jerzego Leszczyńskiego.
W 2021 r. w Polskim Radio Lublin wyemitowano spektakl pt. Marcowy kawaler (adaptacja Małgorzata Żurakowska).

## Spektakl telewizyjny
W 1980 r. w Teatrze Telewizji wyemitowano spektakl Marcowy kawaler w reżyserii Józefa Słotwińskiego.